# 東京都立向丘高等学校
東京都立向丘高等学校（とうきょうとりつむこうがおかこうとうがっこう）は、東京都文京区向丘一丁目にある都立高等学校。

## 概要
- 文京区の中央部で東京大学、東洋大学に近い文京区向丘にある。

## 沿革
- 1948年(昭和23年)4月1日 - 都立向丘高女と都立本郷女子商業を統合して都立向丘本郷新制高校開校。阿部篤三校長を命ぜられる。
- 1948年(昭和23年) - 都立本郷実業専修学校が同校の定時制となる。新制高校入学者アチーブメントテストを都立第二女子高校（竹早高校）において施行する。
- 1948年(昭和23年)5月10日 - 東大名誉教授宇野哲人 校長を命ぜられる。宇野校長着任式に東京新聞社員が取材に来校し、NHKより異例の人事として放送される。
- 1949年(昭和24年)3月31日 - 東京都立向丘高等女学校、同併設中学校及び東京都立本郷女子商業学校、同併設中学校廃止。
- 1949年(昭和24年)5月1日 - 文京区駒込追分町100番地の新設校舎に移転。
- 1950年(昭和25年)1月28日 - 東京都立向丘高等学校と校名変更。
- 1959年(昭和34年)11月10日 - 体育館兼講堂落成式挙行。
- 1962年(昭和37年)11月7日 - 中央校舎増改築落成式挙行。
- 1964年(昭和39年)8月1日 - 地番改正。文京区向丘1丁目11番18号となる。
- 1967年(昭和42年)9月22日 - 創立二十周年記念式典挙行。
- 1969年(昭和44年)12月14日 - 定期テストの撤廃を求める生徒の一部が校舎をバリケードで封鎖。同月22日に封鎖に反対する生徒により解放[1]。
- 1971年(昭和46年)4月26日 - 校庭整備完了。
- 1977年(昭和52年)10月7日 - 創立三十周年記念式典挙行。
- 1987年(昭和62年)11月7日 - 創立四十周年記念式典挙行。
- 1994年(平成6年)9月1日 - 校舎改築、改修のため仮校舎に移動。
- 1996年(平成8年)3月31日 - 定時制商業科廃止。
- 1998年(平成10年)1月30日 - 新校舎改築工事竣工。
- 1998年(平成10年)10月10日 - 校舎落成・創立五十周年記念式典挙行。
- 2005年(平成17年)4月1日 - 定時制課程 募集停止。
- 2007年(平成19年)11月10日 - 創立六十周年記念式典挙行。
- 2011年(平成23年)3月 - 屋上緑化工事竣工。
- 2016年(平成28年)4月1日 - 「普通科中堅校における学習指導・進路指導に関するモデル校」に指定される。
- 2017年(平成29年)9月27日 - 創立七十周年記念式典を挙行。

## 校歌
- 勝承夫作詞／堀内敬三作曲

## 交通
- 東京メトロ南北線本駒込駅から徒歩5分
- 都営三田線白山駅から徒歩7分
- 東京メトロ千代田線千駄木駅から徒歩12分
- 都営バス
  - 東43系統「向丘一丁目」から徒歩2分
  - 草63系統「白山上」から徒歩3分

## 施設
- 校舎は地上6階建（エレベーターあり）別個に体育館、プール、テニスコートがある。
- 校庭が狭いため、体育祭は通常六義園グラウンドを使用していた。（昔は校庭で行われていた）現在は、新河岸陸上競技場を使用している。
- 校舎内中央部には光庭と呼ばれる吹き抜けがある。
- 全館弱冷暖房完備。

## 学校行事
- 体育祭（六義園グラウンドを使用）
- 文化祭（向陵祭）
- 球技大会

## 著名な出身者
- 木村カエラ（歌手、モデル、ミュージシャン）
- ジャンクフジヤマ （シンガーソングライター、ギタリスト）
- 横山秀夫（作家）
- 渡邊芳之（心理学者）
- 山越紀子（アナウンサー）
- 千田正穂（アナウンサー）
- 桜沢エリカ（漫画家）
- 舞川あいく（モデル）
- 浜口炎（バスケットボール指導者）
- 澤地久枝（作家）
- 鬼龍院翔（ヴィジュアル系エアーバンド、ゴールデンボンバーVo.）
- ハジオキクチ（ロックバンド THURSDAY'S YOUTH・ex.Suck a Stew Dry Gt./Cho、ハジオキクチバンド Vo./Gt.）
- 三条魔子（元女優）　※中退
- 高橋一晃（TBSテレビプロデューサー・演出家、NPO法人スーパーダディ協会代表）
- くじら（ものまねタレント、恋愛マスター）